# Villanueva de Sigena
Villanueva de Sigena (aragónul Villanueva de Xixena) község Spanyolországban, Huesca tartományban. Villanueva de Sigena Alcolea de Cinca, Ontiñena, Valfarta, Sena, Sariñena és Castelflorite községekkel határos. Lakosainak száma 345 fő (2024).

## Története
Villanueva de Sigena már őskor óta lakott hely volt. II. Alfonz király és felesége aragóniai Sancha kasztíliai hercegnő 1158-ban itt alapították meg a Santa María del Coro kolostort. II. Alfonz két lánya közül: Konstanza 1198-ban Esztergomban feleségül ment Imre magyar királyhoz, és Aragóniai Konstancia néven magyar királyné lett. Másik lányuk, Leonóra VI. Raymond de Toulouse gróf utolsó felesége volt. Villanueva de Sigena kolostora a spanyol polgárháborúban leégett, 1980 körül már elhagyottan állt, de 1985-ben egy csoport nővér - egy másik vallási közösségből - itt telepedett le újra.

## Itt születtek, itt éltek
- Szervét Mihály - genfi humanista, orvos és teológus 1553-ban itt született.

## Galéria

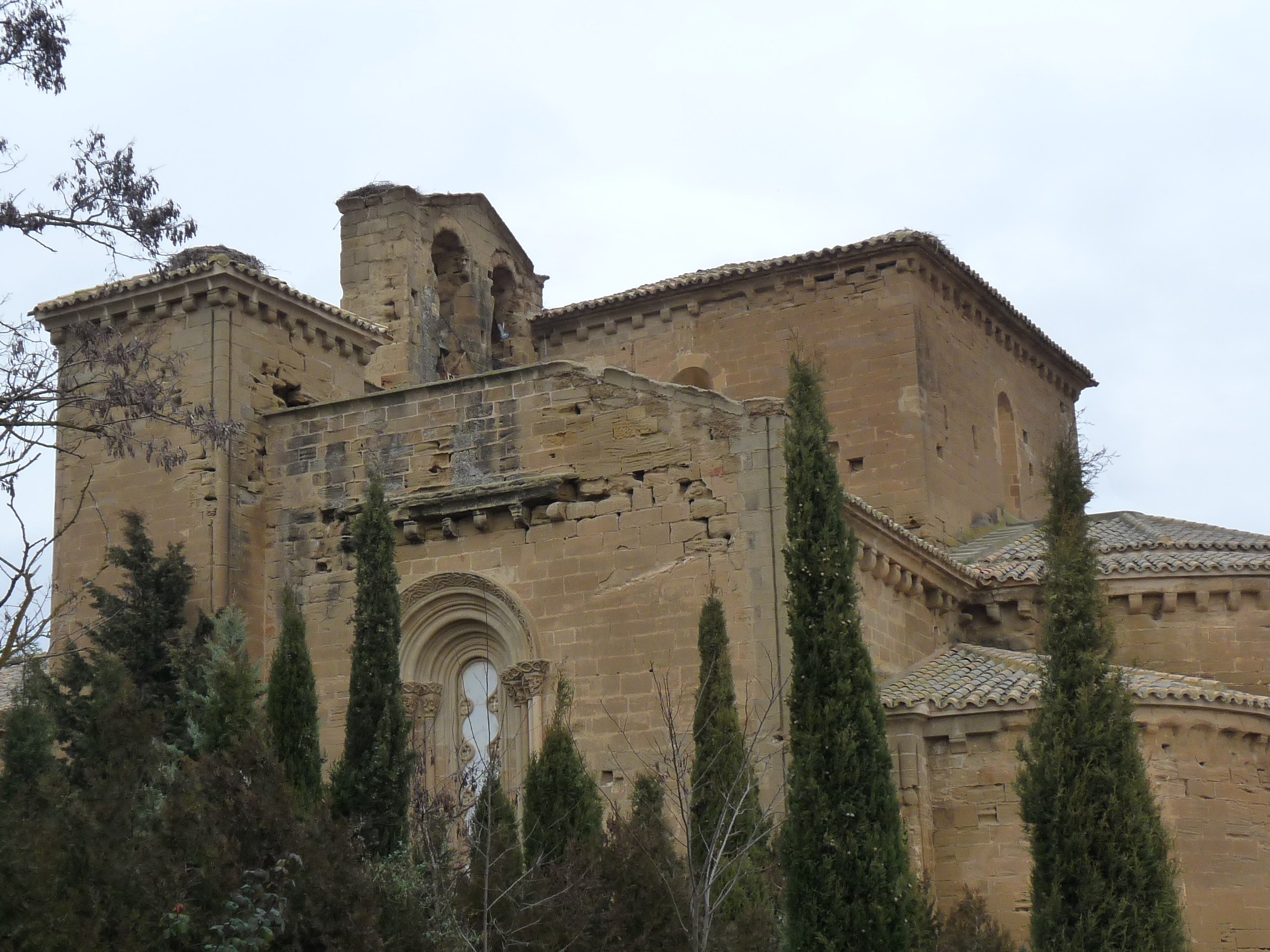
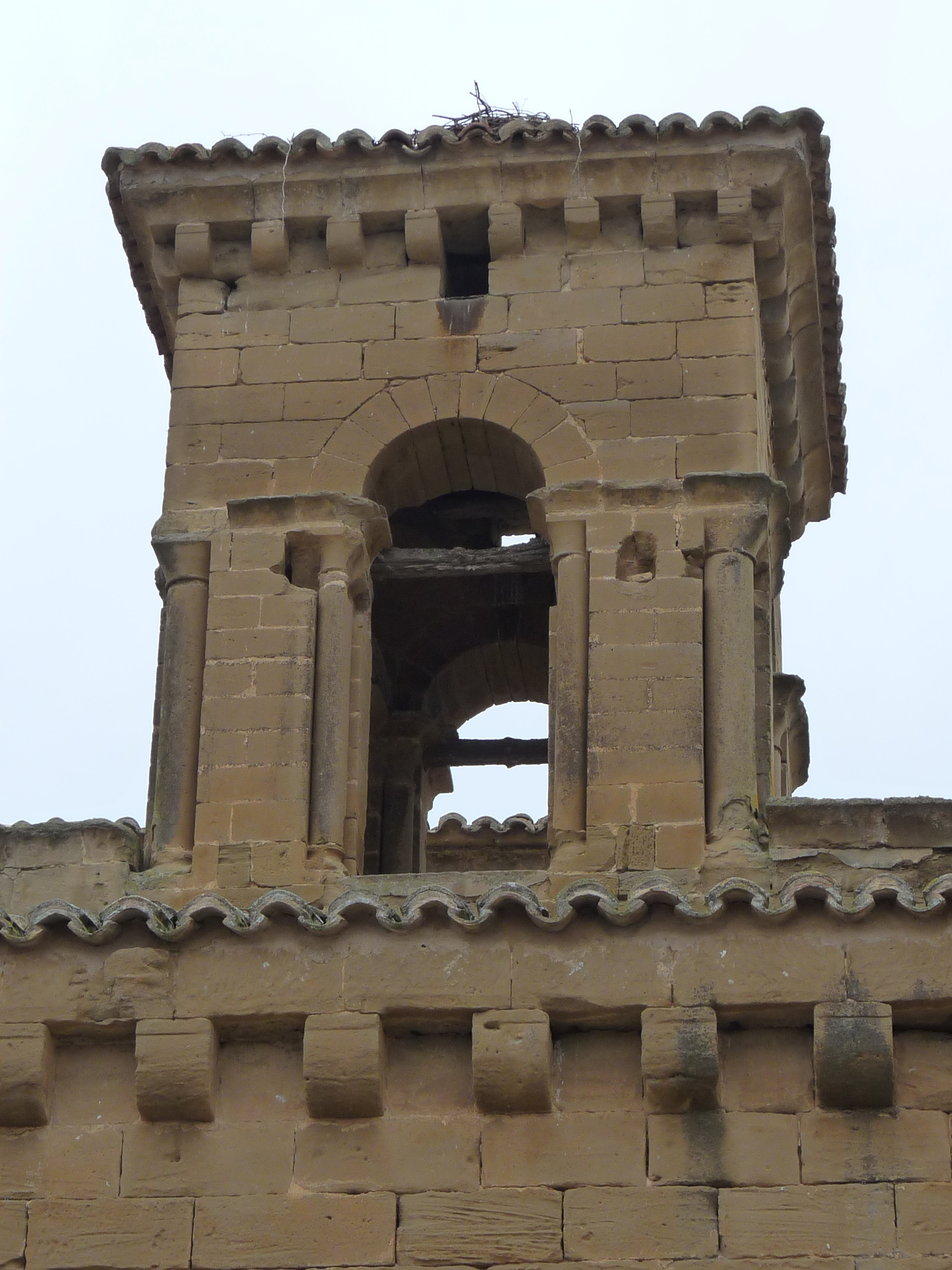
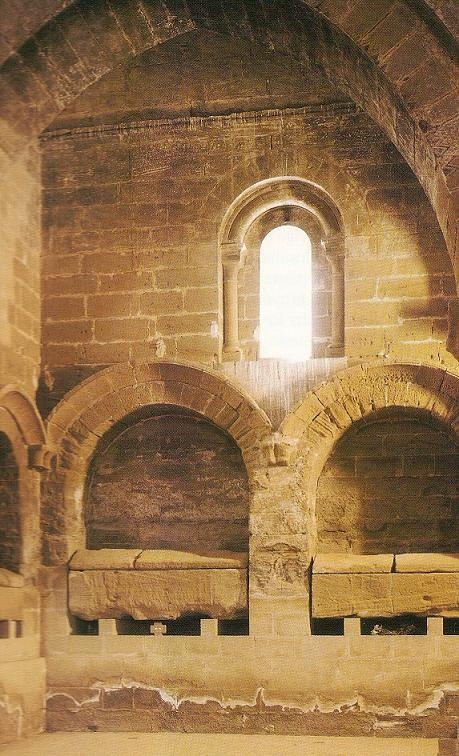
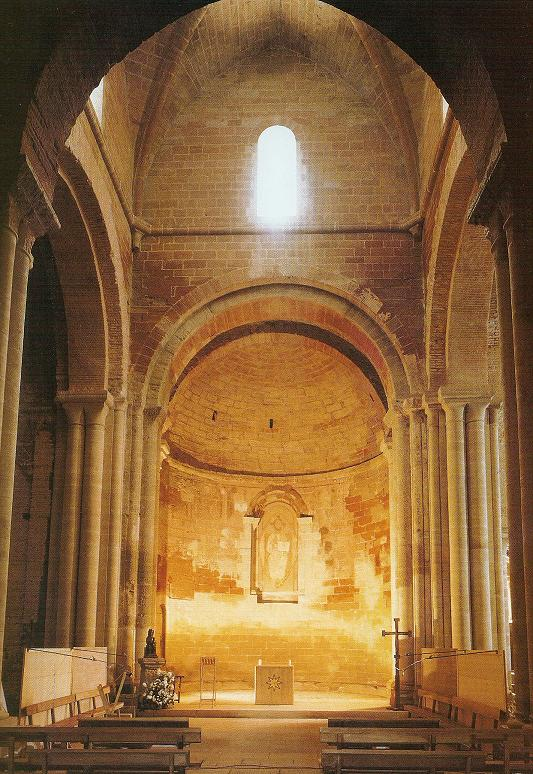
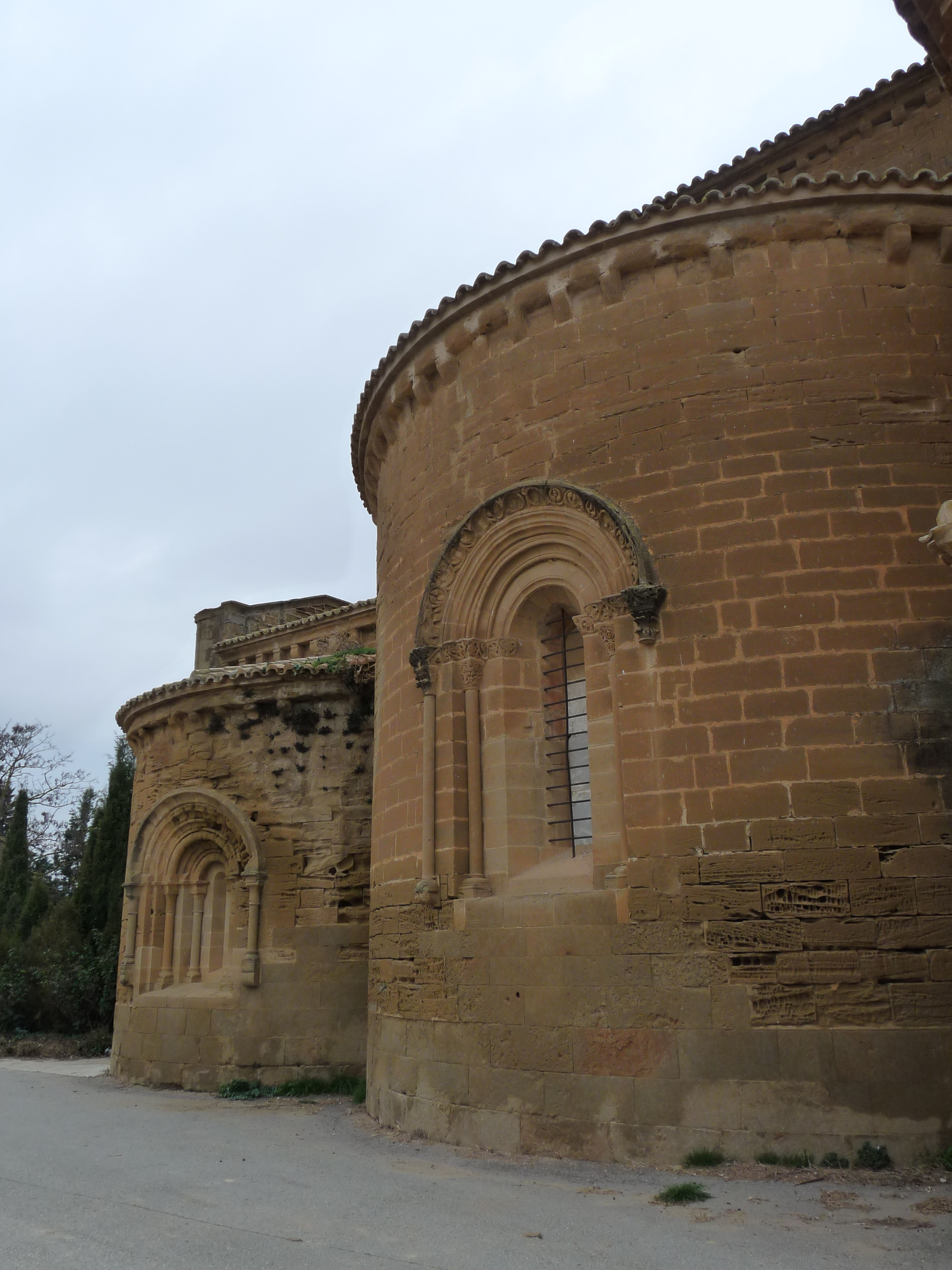
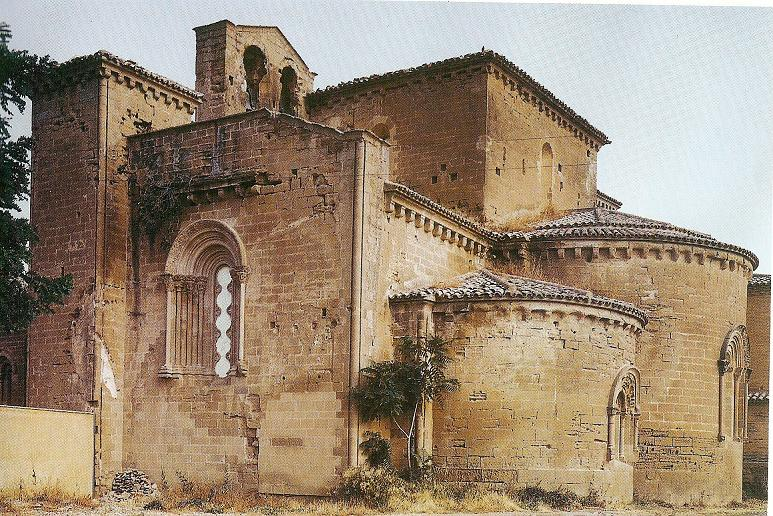
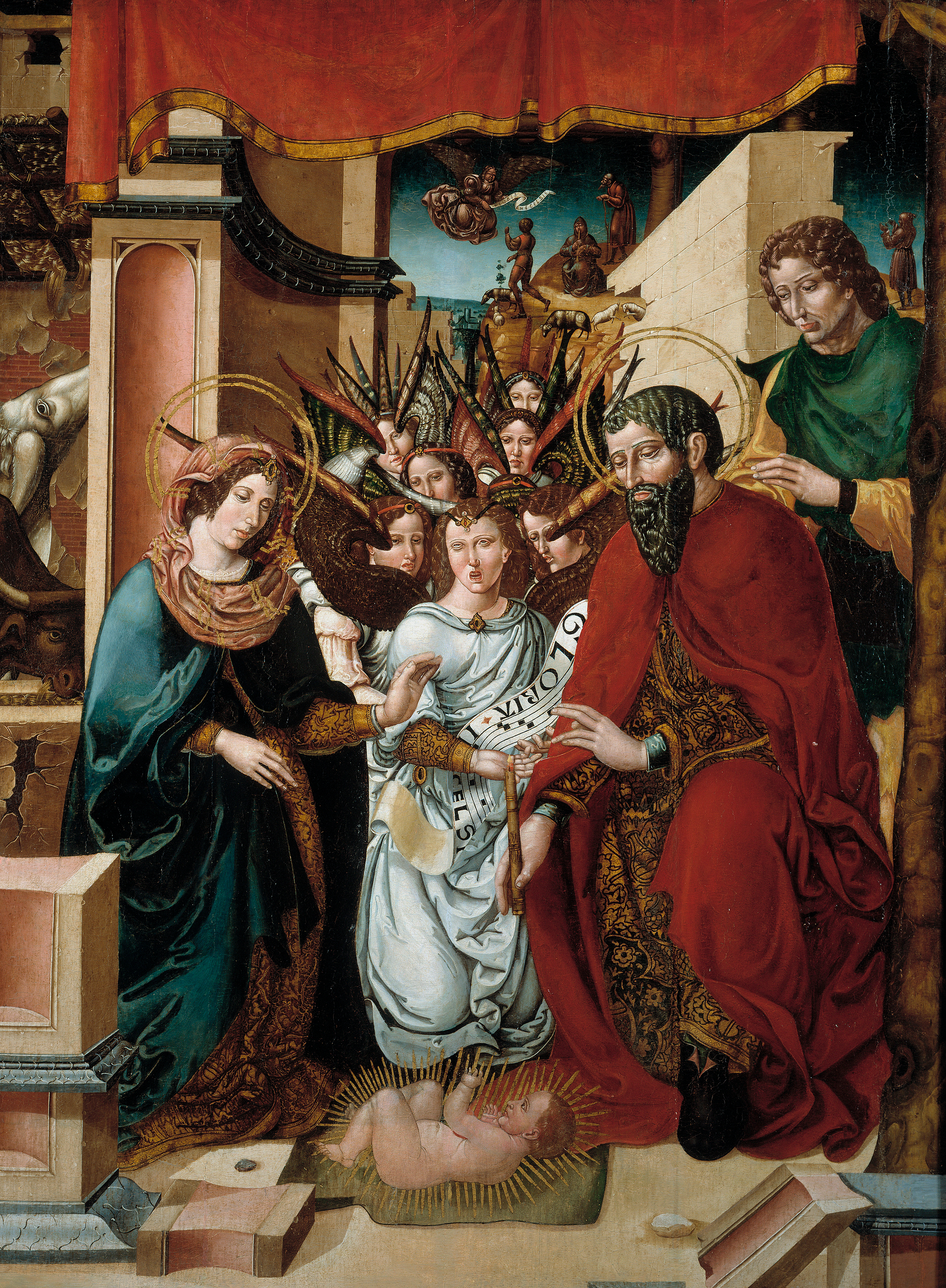
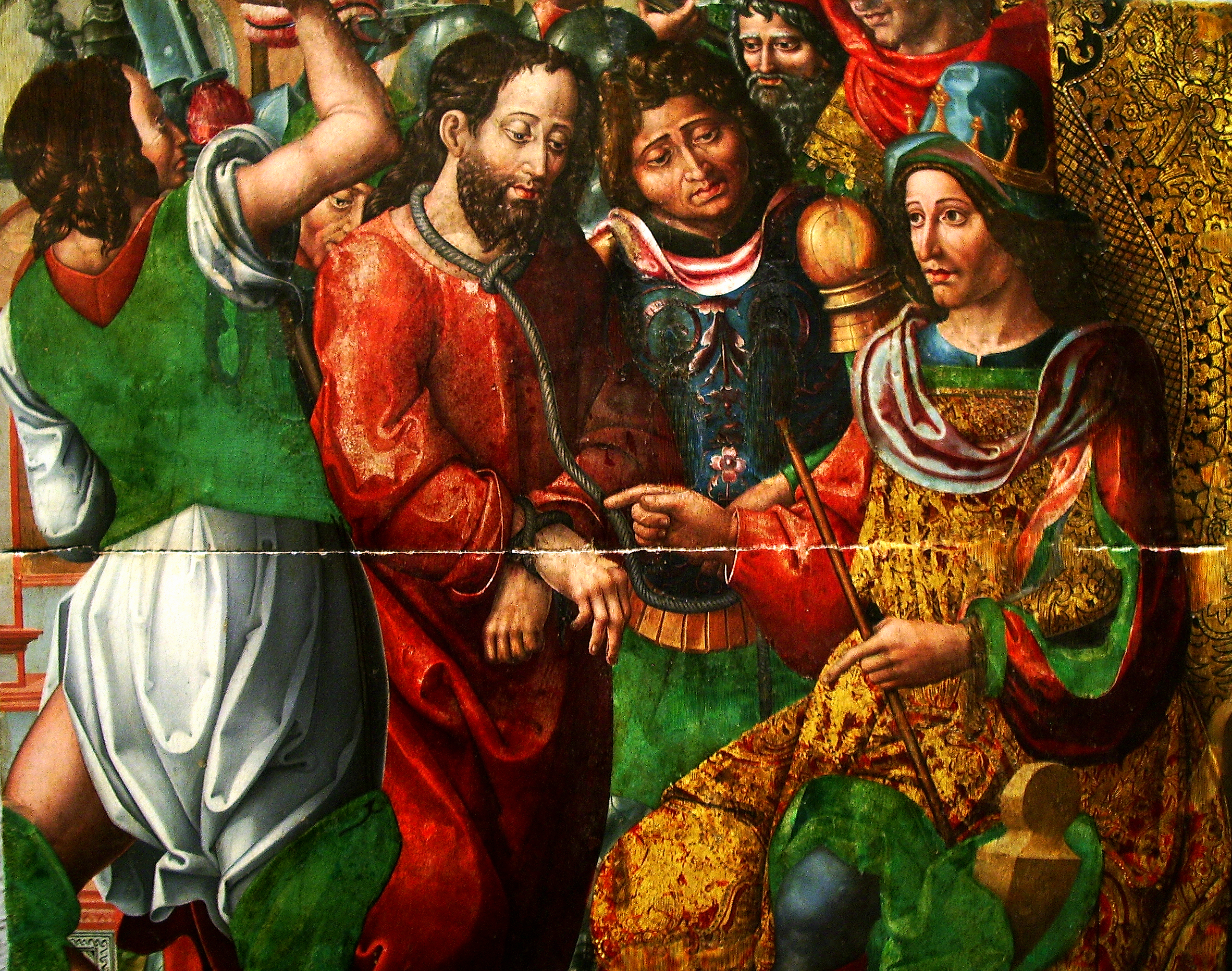

## Szervét Mihály

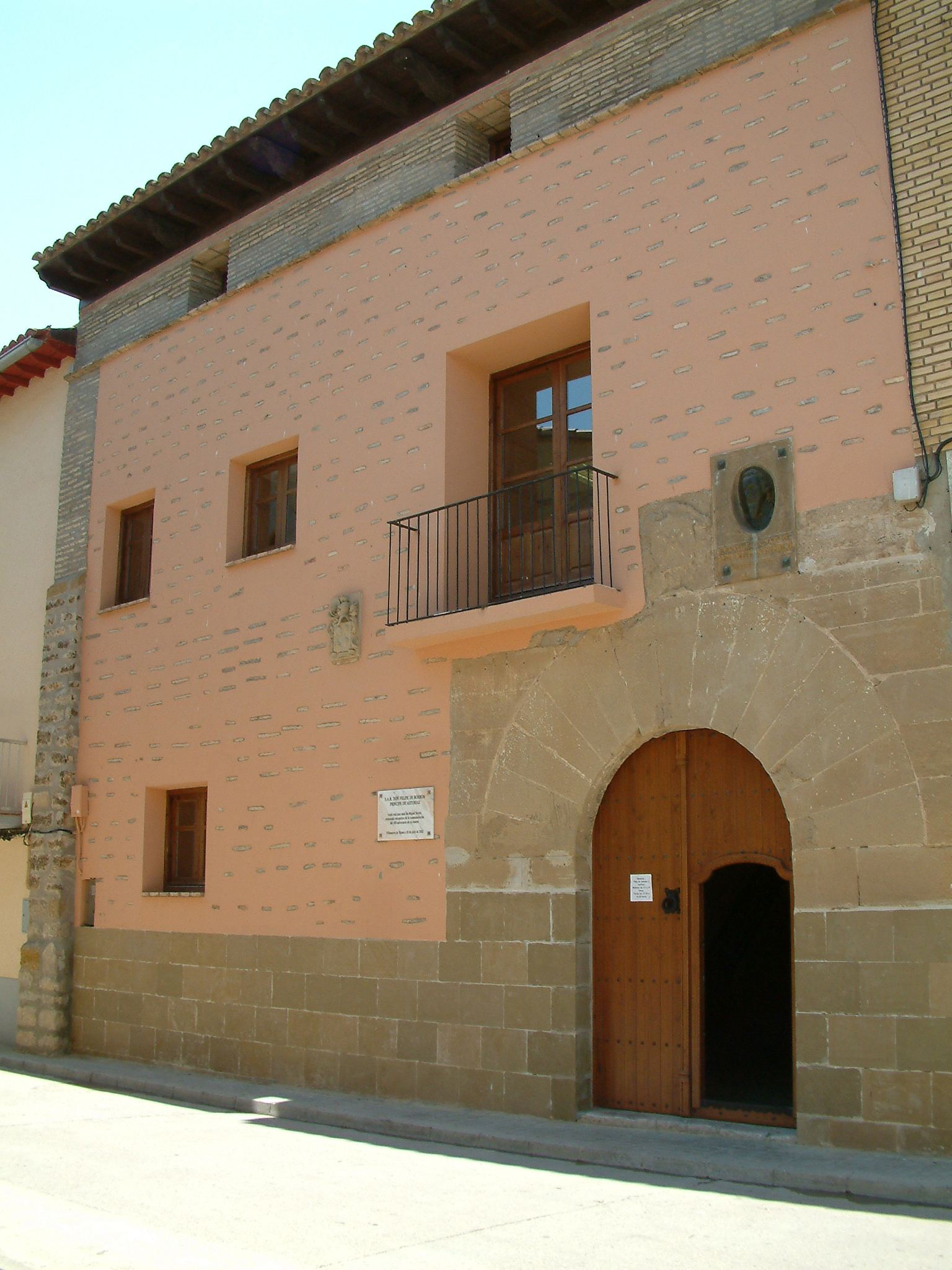
Szervét Mihály szülőháza
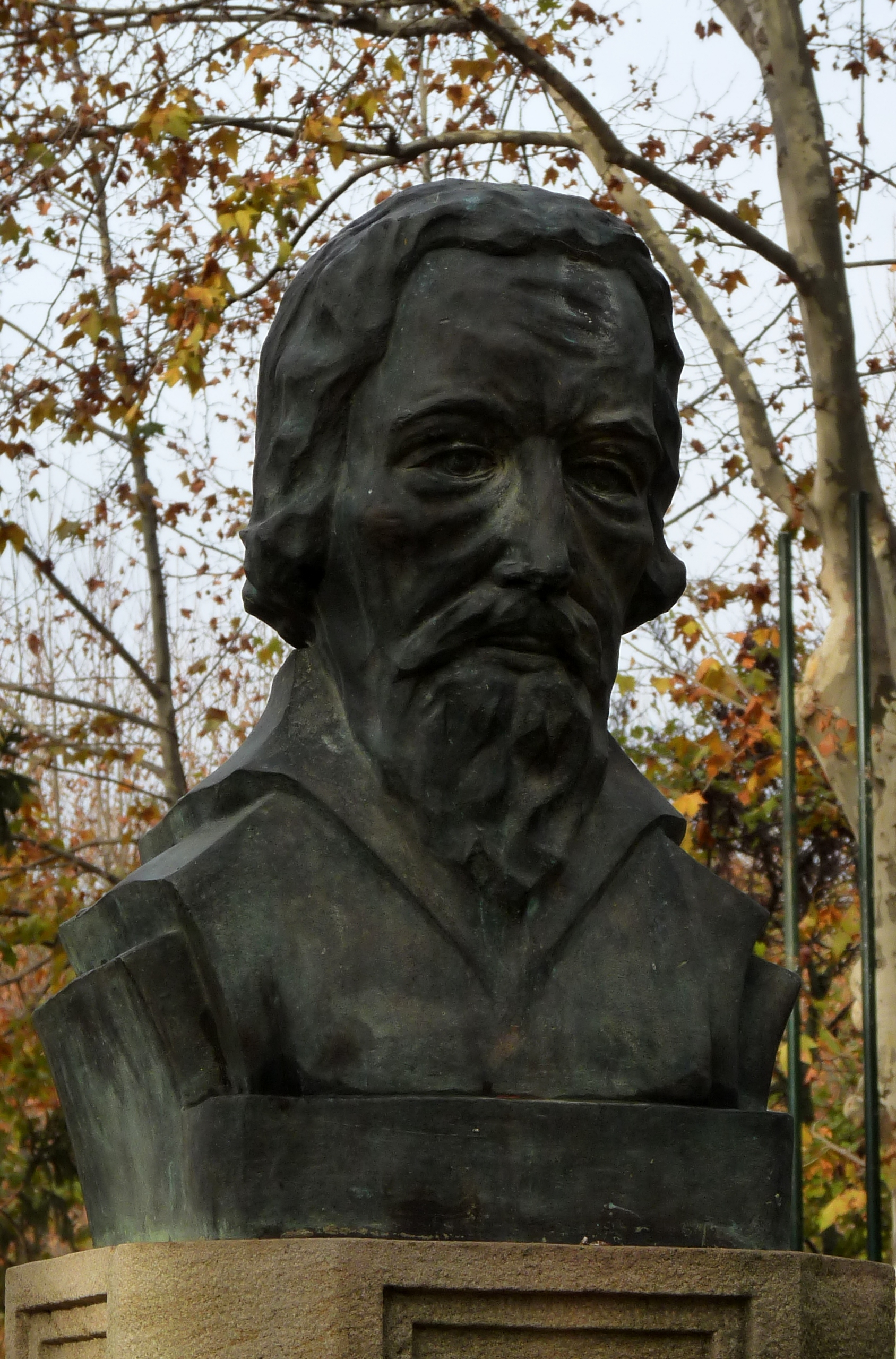
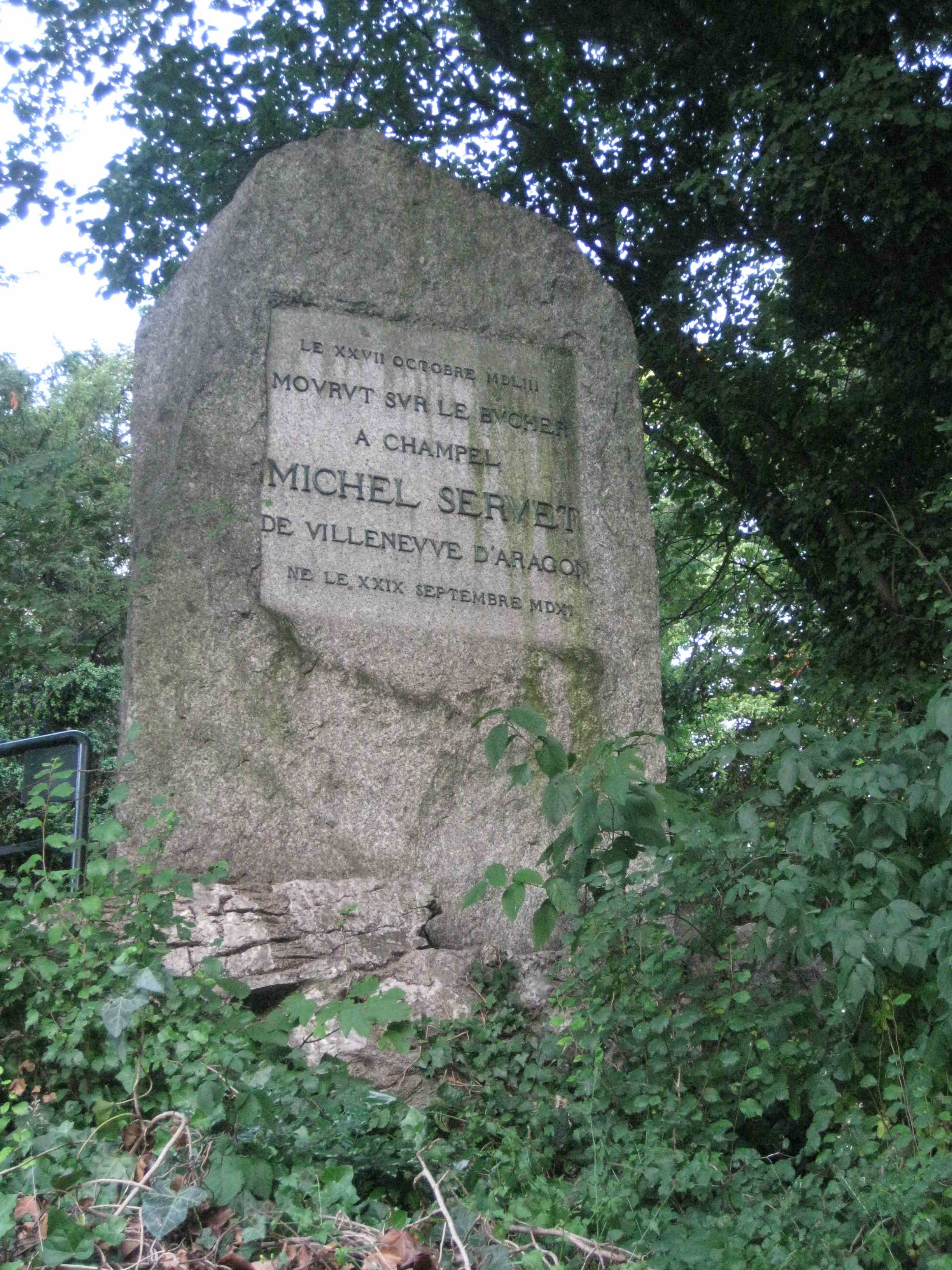
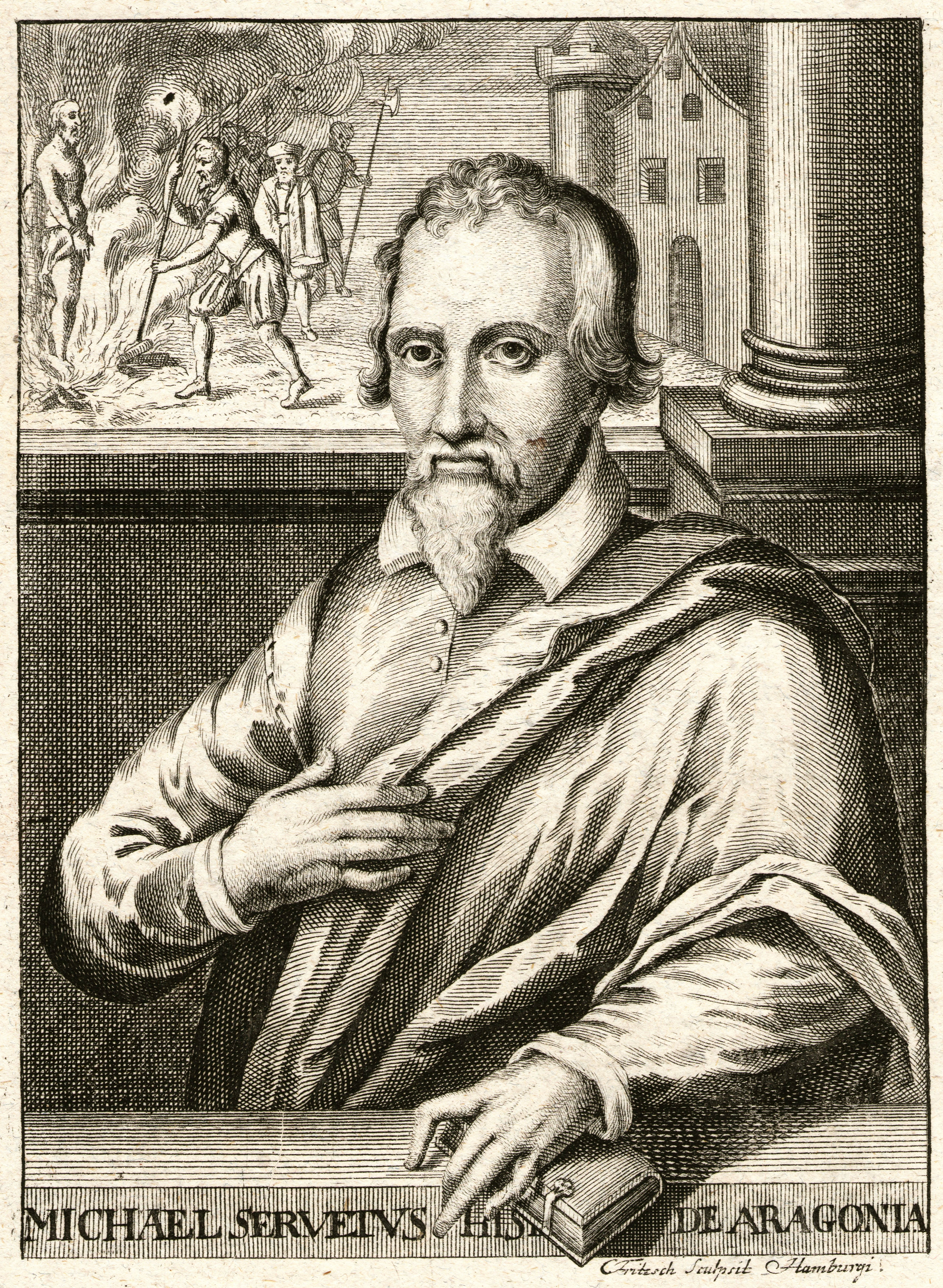
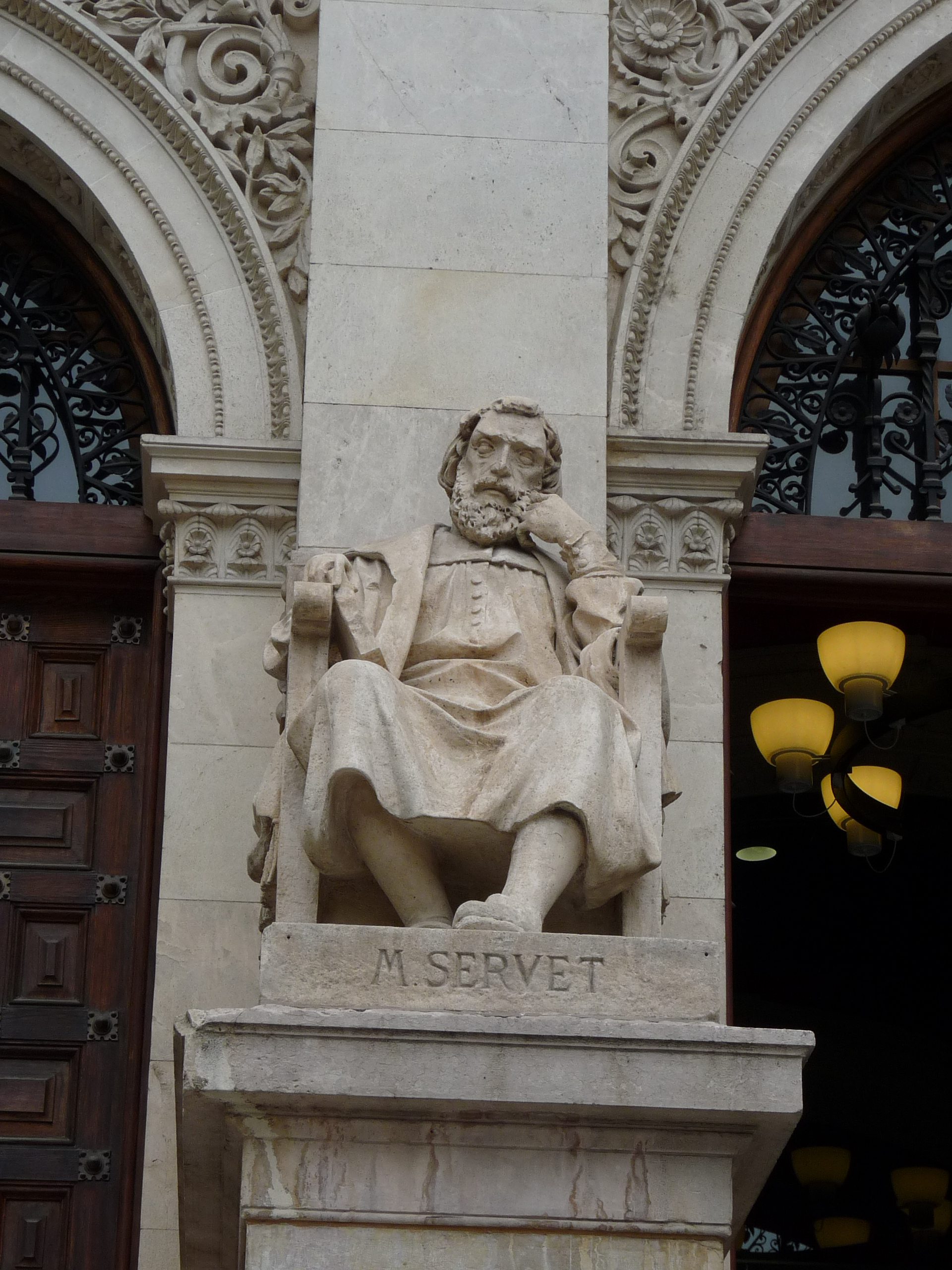
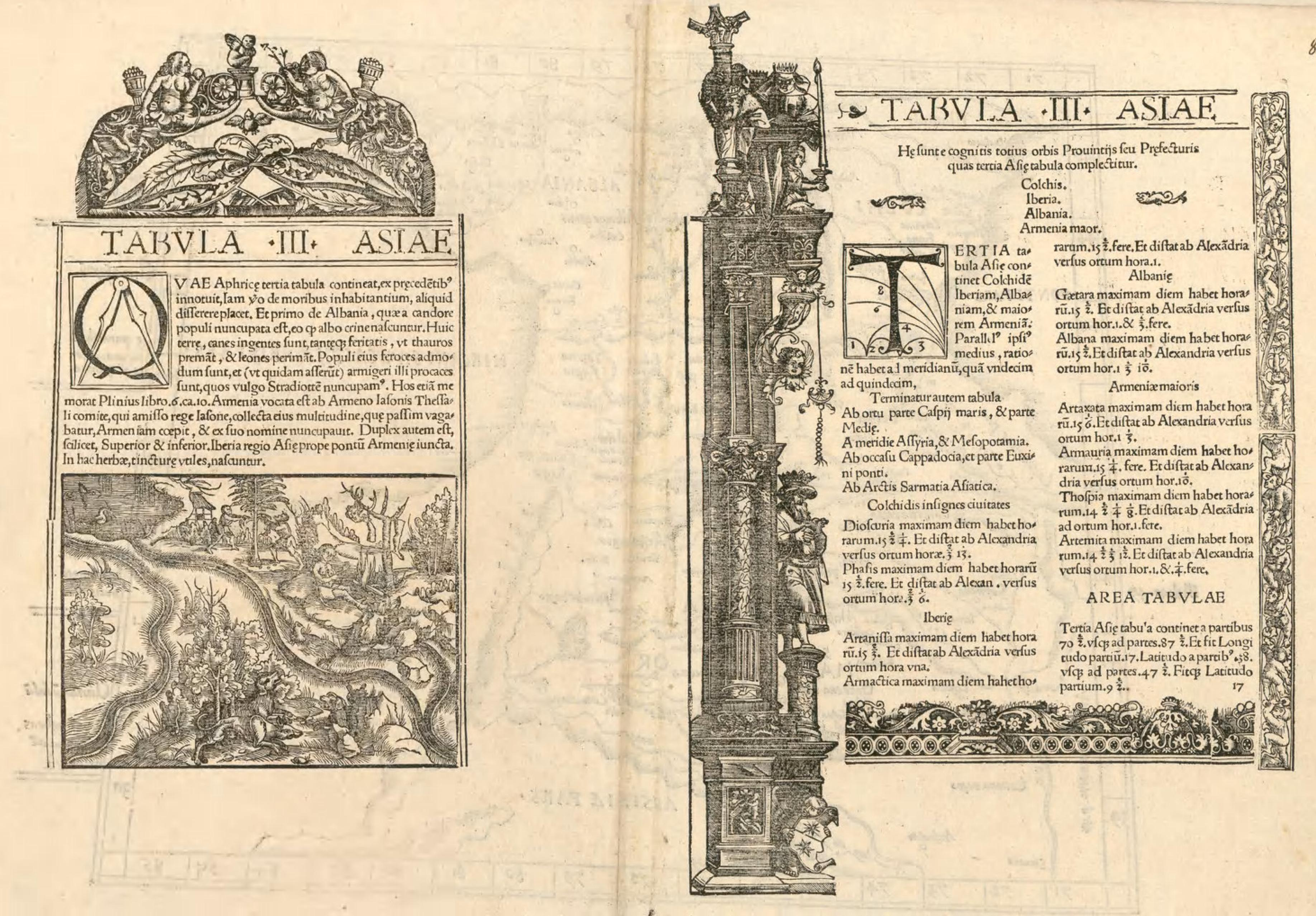
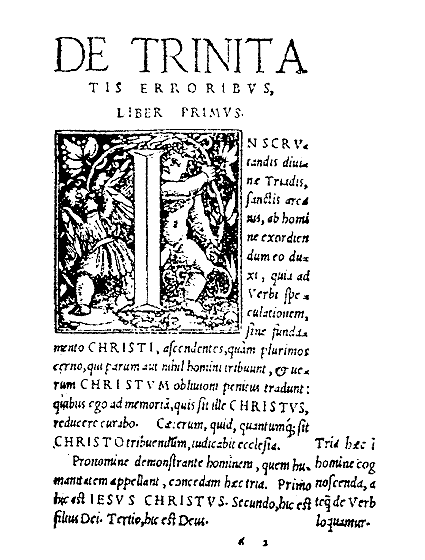
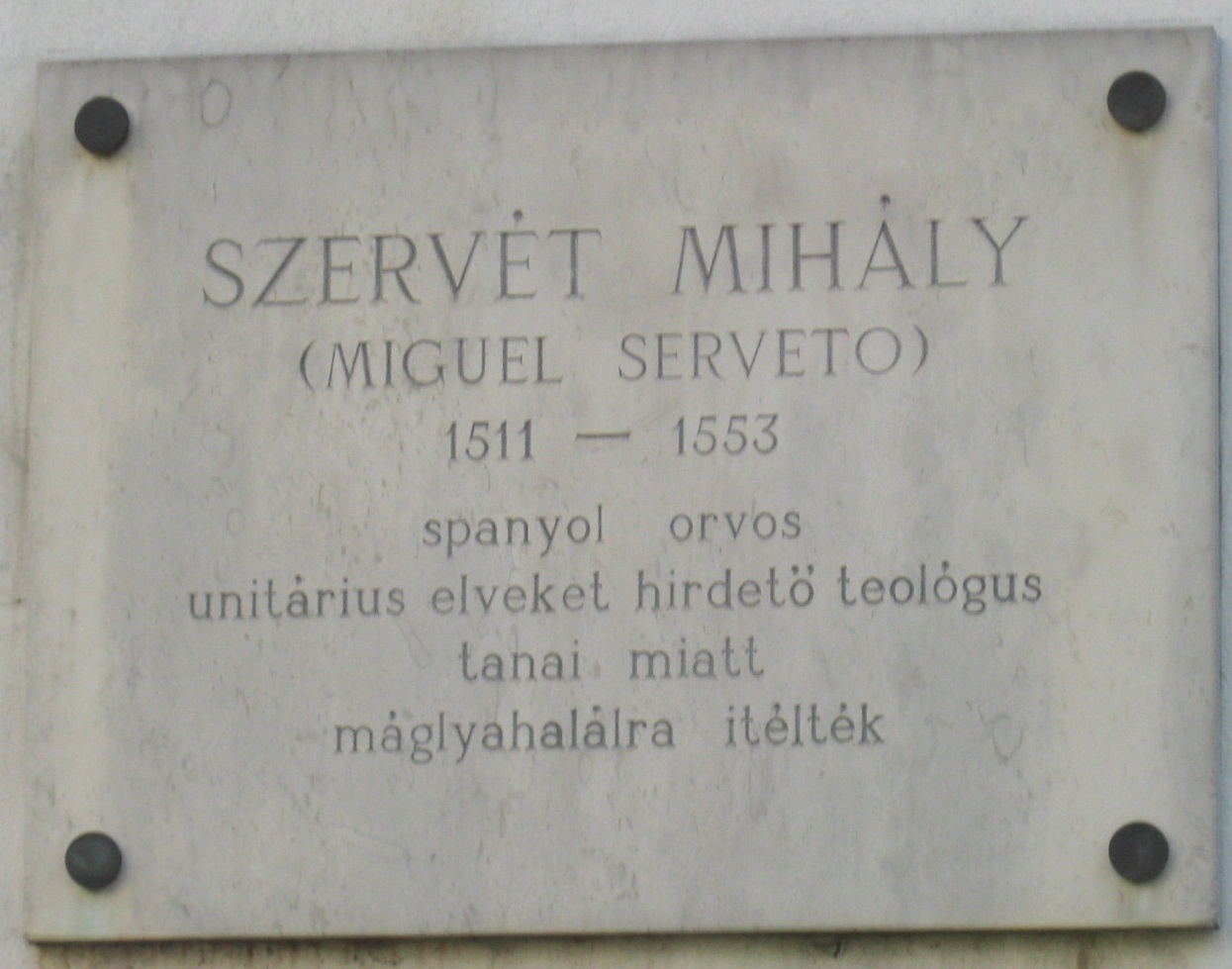

## Nevezetességek
- Szervét Mihály szülőháza
- A proto-gótikus plébániatemplom
- Santa María de Sigena kolostor

## Népesség
A település népessége az utóbbi években az alábbiak szerint változott:
| Lakosok száma | 514  | 532  | 520  | 512  | 464  | 434  | 405  | 390  | 370  | 345  |
|               | 2001 | 2004 | 2007 | 2009 | 2012 | 2014 | 2017 | 2019 | 2022 | 2024 |